# Phanaeini
Phanaeini (лат.) — триба пластинчатоусых из подсемейства Scarabaeinae.

## Систематика
В трибе описаны 12 родов в Новом Свете, в том числе 9 родов и более 150 видов в Неотропике.

## Перечень родов
- Bolbites
- Coprophanaeus
- Dendropaemon
- Diabroctis
- Gromphas
- Homalotarsus
- Megatharsis
- Oruscatus
- Oxysternon
- Phanaeus (Phanaeus demon)
- Sulcophanaeus
- Tetramereia